# فردریک ایدستام
فردریک ایدستام، (به فنلاندی: Fredrik Idestam) (زاده ۲۸ اکتبر ۱۸۳۸ - درگذشته ۸ آوریل ۱۹۱۶) کارآفرین، بازرگان و مهندس معدن فنلاندی بود، که در سال ۱۸۶۵ شرکت نوکیا را تأسیس نمود. ایدستام نوکیا را در قالب یک کارخانه تولید کاغذ راه‌اندازی کرد.